# 倫加尼鄉
47°12′N 27°9′E / 47.200°N 27.150°E
倫加尼鄉（羅馬尼亞語：Comuna Lungani, Iași），是羅馬尼亞的鄉份，位於該國東北部，由雅西縣負責管轄，面積63平方公里，海拔高度86米，2007年人口5,556，人口密度每平方公里88人。